# Moustapha Cissé
Moustapha Cissé est un mathématicien Africain pionnier de l'IA en Afrique.

## Biographie
Moustapha Cissé est originaire du Sénégal.
Il est le leader de Kera,,,.
[à développer]